# Джессіка Нігрі
Джессіка Нігри (англ. Jessica Nigri, нар. 5 серпня 1989, Ріно, США) — американська косплеєрка, модель, ютуберка, акторка озвучення й телепродюсерка.

## Біографія
Джессіка Нігрі народилась у США, виросла у Новій Зеландії, звідки родом її мати. Згодом переїхала в Аризону. 
Займається косплеем з 2009 року. Саме тоді стала популярною, коли відео з її костюмом «Сексуальної Пікачу» на San Diego Comic-Con International стало вірусним в інтернеті. У 2011 році вона рекламувала Gears of War 3 для Microsoft та GameStop, переодягнувшись у костюм героїні гри Ані Страуд на честь її виходу.

### Кар'єра
У 2012 році Нігрі виграла конкурс IGN на роль Джульєтти Старлінг, головної героїні відеогри Lollipop Chainsaw від Suda51, і була найнята Warner Bros. Games представницею моделі. З'явилася в ролі Джульєтти на виставці Penny Arcade Expo (PAX) East 2012 року.  У рамках угоди Kadokawa Games привезла її на Lollipop Chainsaw до Японії, щоб вона відвідала Акіхабару і виступила в турі японських журналів і вебсайтів, присвячених відеоіграм, включаючи Famitsu і Dengeki. Того ж року Нігрі підписала контракт на просування або представлення кількох інших робіт, зокрема відеогри Elsword від Kill3rCombo та серії коміксів Grimm Fairy Tales (для Zenescope Entertainment) і Knightingail (від Crucidel Productions).

## Косплеї Джессіки Нігрі
| Захід                              | Рік  | Косплей персонажа                                       |
| ---------------------------------- | ---- | ------------------------------------------------------- |
| San Diego Comic-Con                | 2009 | Пікачу (Pokemon), Рікку (Final Fantasy X-2)             |
| San Diego Comic-Con                | 2010 | Морріган Енсленд (Darkstalkers)                         |
| San Diego Comic-Con                | 2011 | Аня Строуд (Gears of War)                               |
| Penny Arcade Expo                  | 2012 | Джульєтт Старлінг (Lollipop Chainsaw)                   |
| Electronic Entertainment Expo (E3) | 2012 | Джульетт Старлінг (Lollipop Chainsaw)                   |
| Anime Expo                         | 2012 | Рена (Elsword)                                          |
| San Diego Comic-Con                | 2012 | Гарлі Квінн (Injustice: Gods Among Us)                  |
| Anime Revolution                   | 2012 | Райдуга Деш (Дружба — это чудо)                         |
| Comikaze Expo                      | 2012 | Жіночий варіант Джокера (DC Universe)                   |
| WonderCon                          | 2013 | Навіжена Моксі (Borderlands 2), Лілі (Tekken)           |
| Phoenix Comicon                    | 2013 | Нейтан Дрейк (Uncharted)                                |
| Electronic Entertainment Expo (E3) | 2013 | Капітан Едвард Кенвей (Assassin's Creed IV: Black Flag) |
| AVCon                              | 2013 | Капітан Едвард Кенвей (Assassin's Creed IV: Black Flag) |
| Anime Expo                         | 2013 | Тімо (League of Legends)                                |
| Gamescom                           | 2013 | Капітан Едвард Кенвей (Assassin's Creed IV: Black Flag) |

## Фільмографія

### Фільми і телебачення
| Рік             | Назва                                    | Роль                                              | Сезон                           |
| 2013–понині     | Рубі (RWBY)                              | Сіндер Фол (Cinder Fall)                          |                                 |
| 2014            | Червоні проти сініх (Red vs. Blue)       | Tan with pink trim Lieutenant (unnamed character) | Сезон 12                        |
| 2015            | Супер Соніко Super Sonico: The Animation | Sonico                                            |                                 |
| 2016-2018, 2021 | RWBY Chibi                               | Сіндер Фол                                        | Вперше з'являється у 18-й серії |

### Музичні відео
| Рік  | Назва               | Роль                        |
| ---- | ------------------- | --------------------------- |
| 2011 | «Chalkskin: T 'n A» | «Cos-Play Girl»             |
| 2012 | «Nigri Please!»     | Sonya Blade (Mortal Kombat) |

### Відеоігри
| Рік  | Назва                               | Роль   |
| ---- | ----------------------------------- | ------ |
| 2014 | Smite                               |        |
| 2016 | Sonicomi: Communication With Sonico | Соніко |